# ストルミツァ
ストルミツァ（マケドニア語: Струмица/Strumica）は北マケドニア共和国東部最大の都市で 、ノヴォ・セロ近くでブルガリアと国境を接する。都市周辺の地域には約10万人の人々が居住している。都市名は市内を流れるストルミツァ川にちなみ、ストルミツァ市はストルミツァ基礎自治体の行政的な中心地となっている。

## 呼称
町が最初に言及されたのは紀元前2世紀頃ギリシャ語名で「星の」を意味するアステレオン（Αστραίον,Astraîon）でクラウディオス・プトレマイオスなどにより記されている。後にはティヴェリオポリスの名称でも知られ、現代の名称は中世のスラヴの住民による。現代ではギリシャ語ではストロムニツァ（Στρώμνιτσα,Strómnitsa）、トルコ語ではウストルミジャ（Ustrumca）である。

## 歴史

### 古代
考古学的な調査によれば、ストルミツァは紀元前6000年に遡る。その証として新石器時代の集落スタラナタがアンゲリチの村近くで見つかっており、同様にストルミツァ近くではツザールの塔が発見され新石器時代後期から青銅器時代初期（紀元前4000年から3000年）の先史時代の文化がストルミツァ周辺では存在しそれらの跡が発見されている。ストルミツァが最初に言及されたのは紀元前2世紀頃アステレオンの名称であった。アステレオンはパエオニア人の部族がアストレイと呼称していたことに由来する。紀元前168年、マケドニアはローマの保護領となり4つの地域（メリダス、meridas）に分割された。アストレオンは第二のメリダに入った。紀元前148年にマケドニアはローマの属州となった。ローマ期に町の名称はティベリオポリスに変わっており、パトロンであった Tiberius Claudius Menonに捧げた大理石の彫像が証明しておりこの人物は2世紀後半から3世紀初期にかけ生きていた。フラウィウス・クラウディウス・ユリアヌスが統治した時代（361−363）、ティヴェリオポリスの15人の神品致命者が虐殺された。395年にローマ帝国は分割され、マケドニアはビザンティンの領域となった。後にティベリオポリスは4世紀後半にマケドニア・サルタリス州となり5世紀にはマケドニア・セクンダとなっている。

### ビザンティン・スラヴの時代
スラヴ人の移動により町は660年頃から730年頃にかけ、大きな破壊を受けた。スラヴ人部族のストルミツァニが定住しストリモン川に因み、ストルマと名付けている。短い期間、ストルミアニ（Strumjani）と言う独立したスラヴ人の公国がビザンティンに征服されるまで存在した。845年から855年にかけ、ビザンティンの軍隊はブレガルニツァ＝ストルミツァ地域を支配していた。後にストルミツァ地域はブルガリアの君主ボリス（852-889）により支配される。ストルミツァは969年までブルガリアとして残り、その最初の反乱が起こるとツザール・サムイルの国の一部となる。1014年7月19日にベラシツァの戦いが起こり、tzar Samuel(976-1014)率いるマケドニアの軍隊がビザンティンのバシレイオス2世(976-1025)により打ち負かされた。1018年にビザンティンはマケドニアを手に入れる。11世紀の典拠により、最初にストルミツァと書かれている。12世紀にビザンティン中央の力が弱まると多くの封建領主が独立していった。ストルミツァ地域ではDobromir Hris (1185-1202)や後にDobromir Strez (1208-1214)などがいた。しかし、ビザンティンはついには独立した封建領主の存在に終止符を打つ。13世紀にはマケドニアはセルビアからの攻撃を受けるようになり1334年までの一定の期間Hreljaがストルミツァや近隣の地域を支配していた。その後、セルビア王ステファン・ウロシュ4世ドゥシャンにより町は引き継がれている。ネマニッチ朝が1371年に絶えると、マリツァ川の戦いによってデヤノヴィッチ兄弟によりストルミツァ周辺地域は支配された。この支配はバルカン半島へのトルコの侵入により短期間で終わり、1382-1383年にはストルミツァ周辺はトルコにより征服される。これにより、この地域の中世の時代は終わりを告げた。

### オスマン時代
オスマン時代を通じて、ストルミツァの町の名称ははユスティルムジェ（Üstrümce）の名称が使われていた。ストルミツァはキユスタンディ・サンジャク（Kyustendil sanjak）に加えられ、ティマール・スパヒ制度が確立した。トルコ出身の遊牧民や畜産家が居住するようになり町はよりオリエント的な様相となっていった。1519年の統計ではストルミツァの人口は2,780人で、そのうち1,450人はキリスト教徒で1,330人はムスリムであった。イスラム教への改宗がこの地域でピークを迎えた時期には1570年の調査によると、ムスリムが2,200人、キリスト教徒が1,230人であった。17世紀、ストルミツァはカディリク（カーディー、法管区）の中心地となる。この時代にストルミツァにはトルコの旅行家であったハジ・カルファ（Haji Kalfa）（1665）、エヴリヤ・チェレビ（1670）が訪れておりストルミツァで当時見付け全てのムスリムの建築物を記録している。18世紀後半から19世紀初期にかけストルミツァはソルン・サンジャクの一部であった。ストルミツァに最初のマケドニア人の学校が開校したのは1860年のことで、最初の教師はシュティプからのアルセニ・コステンツェヴ（Arseni Kostencev）であった。この時代、ストルミツァからはフレスコ画の巨匠ヴァシル・ギオルギエフ（Vasil Gjorgiev）とグリゴリィ・ペトサノフ（Grigorij Petsanov）の作品が生まれている。彼らは当時、ストルミツァに建てられた多くの教会のフレスコ画やイコンに取り組んだ。
1878年のベルリン会議によりトルコはバルカン半島の領域の大部分を失い、その中にはボスニアやセルビア、モンテネグロなどが含まれ難民がマケドニアに流れ込み、その一部はストルミツァで終わっている。これらの人々は移民を意味するムハジル（مهاجر）と呼ばれていた。トルコの支配下によるマケドニアの堪え難い苦境は1893年10月23日にサロニカ（現在のテッサロニキ）で内部マケドニア革命組織（VMRO）の結成をもたらした。
VMROの最初のストルミツァ地域での案はダビレからのストイアン・ギオルギエフ（Stojan Gjorgiev）によるもので、ストルミツァに最初の地元委員会を組織した。革命組織の取り組みは行われていたが、この時点ではまだトルコの支配は残っておりマケドニアの人々に自由はもたらされていなかった。

### 20世紀から現代まで
1912年の第一次バルカン戦争でトルコはセルビア、ブルガリア、ギリシャ、モンテネグロの共闘によって打ち負かされストルミツァを含むマケドニアから追われた。ブルガリアはストルミツァを攻略している。第二次バルカン戦争（1913）ではブルガリアは敗北する。しかしながら、ブカレスト条約（1913年7月28日）によりストルミツァはブルガリア統治にとどまった。ストルミツァに駐留していたギリシャ軍の撤退の決定により反乱が起こり、町に火が放たれ1913年8月8日から15日まで燃え続け、1,900以上もの公共や民間の住居や建築物が燃えた。ブルガリアの統治は1919年まで続き、その後ユーゴスラビア王国の一部となる。マケドニアの人々の権利は王国の中では無く、セルビアに同化されていた。第二次世界大戦ではストルミツァはドイツに1941年4月6日に攻略され、ブルガリアとの同盟のための合意により1941年4月18日にブルガリア軍に移譲された。ストルミツァを含むマケドニアの人々はファシストの国の支配に対して不満を感じ軍事的な行動を開始している。1944年9月11日ブルガリア軍はストルミツァから追われ、同年9月にはドイツ軍も町から追われている。第二次世界大戦後、ユーゴスラビア社会主義連邦共和国のマケドニア社会主義共和国となった。1991年9月8日に国民投票によりマケドニアはユーゴスラビアから独立した国となった。今日、ストルミツァはマケドニア共和国でも開発が進んだ都市となっている。

## 人口
ストルミツァの人口は54,676人である。
- マケドニア人 - 50,258 / 91.9%
- トルコ人 - 3,754 / 6.8%
- その他 - 1.3%

## 経済
ストルミツァはマケドニア共和国の農業の中心である。食品産業や織物産業、国内や国際間の商取引なども発達している。

## ゆかりの人物
- ボリス・トライコフスキ - 元マケドニア共和国大統領
- ゴラン・パンデフ - サッカー選手
- ヴェリコ・パウノヴィッチ - 元サッカー選手